# Thammaca nigritarsis
Thammaca nigritarsis là một loài nhện trong họ Salticidae.
Loài này thuộc chi Thammaca. Thammaca nigritarsis được Eugène Simon miêu tả năm 1902.